# Cementiri Rainis
El Cementiri Rainis (en letó: Raiņa kapi), originàriament conegut amb el nom de «Cementiri Nou de Riga», està situat al carrer Aizsaules, 1 de la ciutat de Riga, al costat dels cementiris dels Germans i del del Bosc.

## Història
El cementiri cobreix una àrea de 10 hectàrees. Va ser inaugurat oficialment el 1929 i li van posar el seu nom en honor del poeta Rainis que es troba enterrat en aquest lloc. La porta d'entrada va ser realitzada aquell mateix any per l'arquitecte Aleksandrs Birzenieks. Des de l'any 1925 s'hi van començar a enterrar diverses persones que no pertanyien a cap religió, motiu pel qual entre el poble se'l coneixia amb el nom «cementiri ateu» i «cementiri pagà». El 1935 es va col·locar el gran monument dedicat a Rainis creat per l'escultor Karlis Zemdega. A prop de la tomba de Rainis, en 1943 va ser enterrada la seva dona la també escriptora Aspazija.
Després de la Segona Guerra Mundial s'hi van enterrar científics, personatges de la cultura i la política així com personal militar pertanyent al Partit Comunista de Letònia i a l'exèrcit Roig.